# Obryna Mała
Obryna Mała (biał. Малая Вобрына, ros. Малая Обрина) – wieś na Białorusi, w obwodzie grodzieńskim, w rejonie korelickim, w sielsowiecie Jeremicze.
W okresie międzywojennym Obryna Mała znajdowała się w gminie Jeremicze (od 1930 gmina Turzec) w województwie nowogródzkim II Rzeczypospolitej. 
Po agresji ZSRR na Polskę w 1939 r. miejscowość znalazła się w BSRR. 
Od 1991 r. – w niepodległej Białorusi.